# Хаген (лунный кратер)
Кратер Хаген (лат. Hagen) — крупный ударный кратер в южном полушарии обратной стороны Луны. Название присвоено в честь австрийского астронома Иоганна Георга Хагена (1847—1930) и утверждено Международным астрономическим союзом в 1970 г.

## Описание кратера
Ближайшими соседями кратера Хаген являются кратер Козырев на западе-северо-западе; кратер Паули на севере; кратер Цераский на востоке и кратер Планк на юге. Селенографические координаты центра кратера 48°19′ ю. ш. 135°57′ в. д. / 48,32° ю. ш. 135,95° в. д., диаметр 57,5 км, глубина 2,4 км
Кратер Хаген имеет полигональную форму и практически полностью разрушен. Юго-восточная часть кратера перекрыта сателлитным кратером Хаген J. Вал сглажен, местами сравнялся с окружающей местностью, лучше всего сохранился в северо-западной и юго-восточной части. Дно чаши пересеченое, центр чаши зант крупным сателлитным кратером Хаген С. От юго-западной части вала в южном направлении отходит широкая безымянная долина радиальная по отнршению к кратеру Шрёдингер в 750 км к югу.

## Сателлитные кратеры
| Хаген | Координаты                                              | Диаметр, км |
| ----- | ------------------------------------------------------- | ----------- |
| C     | 48°17′ с. ш. 136°09′ в. д. / 48,28° с. ш. 136,15° в. д. | 19,4        |
| J     | 49°14′ с. ш. 137°55′ в. д. / 49,23° с. ш. 137,91° в. д. | 42,8        |
| P     | 52°40′ с. ш. 133°35′ в. д. / 52,67° с. ш. 133,58° в. д. | 17,3        |
| Q     | 50°20′ с. ш. 133°17′ в. д. / 50,34° с. ш. 133,29° в. д. | 14,2        |
| S     | 48°40′ с. ш. 134°02′ в. д. / 48,67° с. ш. 134,03° в. д. | 16,9        |
| V     | 47°32′ с. ш. 132°59′ в. д. / 47,53° с. ш. 132,99° в. д. | 12,4        |

## См.также
- Список кратеров на Луне
- Лунный кратер
- Морфологический каталог кратеров Луны
- Планетная номенклатура
- Селенография
- Минералогия Луны
- Геология Луны
- Поздняя тяжёлая бомбардировка